# Los Altos (Catamarca)
Los Altos es una pequeña ciudad del departamento Santa Rosa, en el centro sur de la provincia, argentina de Catamarca; a 21 km de la cabecera departamental Bañado de Ovanta y a 96 km de la capital provincial San Fernando del Valle de Catamarca, por la RP 42.
El municipio fue creado por ley N.º 5033 sancionada el 11 de enero de 2001 con parte de la de Santa Rosa.
Dependen del municipio las comunas (delegaciones comunales o municipales) de Alijilán, Manantiales, Los Molles, Puerta Grande, y Monte Redondo.

## Geografía

### Población
Cuenta con 4,490 habitantes (Indec, 2010), lo que representa un incremento del 40% frente a los 3,207 habitantes (Indec, 2001) del censo anterior. Según datos extraoficiales dado las importantes migraciones de provincias vecinas y del norte argentino la cantidad de pobladores habría ascendido a unas 10 000 personas en todo el distrito de Los Altos. Así mismo, en la localidad cabecera del distrito está habitada por unas 9000 personas en la actualidad (2017).   
| Gráfica de evolución demográfica de Los Altos entre 1991 y 2010 |
|                                                                 |
| Fuente: Censos nacionales del INDEC                             |

### Clima
El clima de la zona es continental atmosféricamente muy seco aunque morigerado por humedad (en su mayoría producto de los deshielos montanos), lo que le da un ameno clima mesotérmico (templado), con amplitudes térmicas estacionales y día/noche. En verano la temperatura promedio mínima es de 19 º C y la promedio máxima es de 38 °C (Como se observa la altitud reduce las temperaturas pese a la latitud), en invierno la temperatura promedio mínima es de 2 °C y la máxima de 21 °C. Las lluvias son escasas y se dan principalmente en otoño y primavera.

### Terremoto de Catamarca de 1898
Ocurrió el 4 de febrero de 1898 (127 años), a las 12.57 de 6,4 en la escala de Richter; a 28°26′ de Latitud Sur y 66°9′ de Longitud Oeste (28°26′59″S 66°9′0″O / -28.44972, -66.15000)
Destruyó la localidad de Saujil, y afectó severamente los pueblos de Pomán, Mutquín, y entorno. Hubo heridos y contusos.

## Prehistoria
El pago santarosense ha sido poblado desde al menos 8 milenios; hace 1 milenio se produjo una sedentarización de poblaciones en torno de un modo de producción agropastoril (cultivo de papa, maíz, quinoa, poroto, zapallo), caza y luego pastoricia de auquénidos complementada por la recolección de vainas del algarrobo criollo (Prosopis alba, Prosopis nigra). La sedentarización evolucionó en la constitución de civilizaciones protourbanas (establecimiento de poblados con edificios en zonas donde se podía efectuar un mejor control del riego o del recurso hídrico o, en su defecto, en las zonas más propicias para la defensa ).
Ha estado incluida en el área de la llamada cultura de Belén y luego en la de la cultura de Santa María o "diaguita" (pazioca) clásica. Tras 1475 y hasta 1535 la región de Tinogasta sufrió la invasión y ocupación por parte de las tropas del Tahuantinsuyu, el derrumbe del imperio inca debido a la invasión realista significó un breve período de recuperación de la independencia por parte de los paziocas (o "diaguitas") pero tal independencia fue rápidamente atacada por los españoles tras la entrada de Diego de Almagro.

## Economía
Durante la mayor parte del siglo XX la base es la agricultura, y en especial la vitivinicultura, aunque, tal como se ha indicado, desde fines del siglo XX toma importancia el turismo.

## Cultivo de sojaGlycine max
Presencia de mancha marrón (Septoria glycines); bacteriosis, mildiu (Peronospora manshurica)